# Aleš Mlíčka
Aleš Mlíčka (* 8. August 1988) ist ein ehemaliger tschechischer Grasskiläufer. Er war Mitglied der tschechischen Grasski-Nationalmannschaft, fuhr von 2003 bis 2008 im Weltcup und wurde 2006 dreifacher Juniorenweltmeister.

## Karriere
Aleš Mlíčka nahm im Juni 2003 erstmals an FIS-Rennen teil. Bei der Juniorenweltmeisterschaft im Juli dieses Jahres war sein bestes Resultat der 23. Rang in der Kombination. Im August 2003 nahm er in Nové Město na Moravě an seinen ersten beiden Weltcuprennen teil, kam dabei aber nicht in die Punkteränge. Bei der Junioren-WM 2004 in Rettenbach wurde der Tscheche Neunter in der Kombination, jeweils Elfter im Slalom und im Riesenslalom sowie 16. im Super-G. Ende August 2004 bestritt er wieder in Nové Město na Moravě seine nächsten Weltcuprennen und kam dabei in allen drei Bewerben in die Punkteränge. Sein bestes Resultat war der 13. Platz im ersten Riesenslalom, womit er in der Saison 2004 den 29. Gesamtrang belegte. In der Weltcupsaison 2005 fuhr Mlíčka dreimal unter die besten zehn: In L’Aquila wurde er Neunter im Slalom und in Forni di Sopra belegte er Platz acht in der Kombination sowie Rang zehn im Riesenslalom. Im Gesamtklassement konnte er sich damit auf den 12. Platz verbessern. Bei der Juniorenweltmeisterschaft 2005 erreichte er Platz vier im Slalom, Platz sechs im Super-G und damit Rang fünf in der Kombination. Im selben Jahr nahm er im iranischen Dizin auch erstmals an einer Weltmeisterschaft in der Allgemeinen Klasse teil und belegte dabei Rang 18 im Super-G, Rang 19 in der Kombination sowie jeweils Platz 23 im Slalom und im Riesenslalom.
Zwei Top-10-Plätze (siebenter Rang im Slalom von České Petrovice und zehnter Rang im Riesenslalom von Forni di Sopra) gelangen Aleš Mlíčka in der Weltcupsaison 2006, womit er in der Gesamtwertung den elften Platz erreichte. Über drei Titel konnte sich der damals 17-Jährige bei der Juniorenweltmeisterschaft 2006 in Horní Lhota u Ostravy freuen. Im Riesenslalom, im Super-G sowie in der Kombination gewann er die Goldmedaille und im Slalom holte er hinter seinem Landsmann Jan Gardavský Silber. Im nächsten Jahr gewann er bei der Junioren-WM in Welschnofen weitere drei Medaillen. Im Slalom und im Super-G belegte er jeweils den zweiten Platz, im Riesenslalom fuhr er zeitgleich mit dem Schweizer Mirko Hüppi auf Rang drei, in der Super-Kombination kam er jedoch nur auf den zwölften Rang. Bei der Weltmeisterschaft 2007 in Olešnice v Orlických horách waren seine besten Ergebnisse Platz elf im Riesenslalom und Rang 13 im Slalom. Im Weltcup nahm Mlíčka in der Saison 2007 nur an den beiden Rennen in Čenkovice teil und fiel dadurch in der Gesamtwertung auf Rang 41 zurück. Auch in der Saison 2008 bestritt der Tscheche nur zwei Weltcuprennen. Im Slalom von Čenkovice erreichte er zwar mit Rang sechs sein bestes Weltcupergebnis, im Gesamtklassement erzielte er jedoch nur Platz 56. Bei der Juniorenweltmeisterschaft 2008 gewann er die Silbermedaille im Slalom. In der Super-Kombination wurde er Vierter und im Riesenslalom sowie im Super-G jeweils Fünfter. Seine letzten Rennen bestritt Mlíčka im September 2008.
Neben dem Grasskilauf nahm Mlíčka ab 2004 auch an Rennen im Alpinen Skilauf teil. In FIS-Rennen fuhr er dreimal unter die besten 20.

## Erfolge

### Weltmeisterschaften
- Dizin 2005: 18. Super-G, 19. Kombination, 23. Slalom, 23. Riesenslalom
- Olešnice v Orlických horách 2007: 11. Riesenslalom, 13. Slalom, 17. Super-G, 24. Super-Kombination

### Juniorenweltmeisterschaften
- Goldingen 2003: 23. Kombination, 25. Slalom, 28. Super-G, 31. Riesenslalom
- Rettenbach 2004: 9. Kombination, 11. Slalom, 11. Riesenslalom, 16. Super-G
- Nové Město na Moravě 2005: 4. Slalom, 5. Kombination, 6. Super-G
- Horní Lhota u Ostravy 2006: 1. Riesenslalom, 1. Super-G, 1. Kombination, 2. Slalom
- Welschnofen 2007: 2. Slalom, 2. Super-G, 3. Riesenslalom, 12. Super-Kombination
- Rieden 2008: 2. Slalom, 4. Super-Kombination, 5. Riesenslalom, 5. Super-G

### Weltcup
- Sieben Platzierungen unter den besten zehn